# Келдыш, Мстислав Всеволодович
Мстисла́в Все́володович Ке́лдыш (28 января [10 февраля] 1911, Рига, Российская империя — 24 июня 1978, Москва, СССР) — советский учёный в области прикладной математики и механики, крупный организатор советской науки, один из идеологов советской космической программы. Президент Академии наук СССР (1961—1975).
Академик АН СССР (1946; член-корреспондент 1943). Трижды Герой Социалистического Труда (1956, 1961, 1971). Лауреат Ленинской премии (1957) и двух Сталинских премий (1942, 1946). Член КПСС с 1949 года. Член ЦК КПСС (1961—1978). Депутат Верховного Совета СССР VI—IX созывов.

## Биография

### Детство и начало карьеры

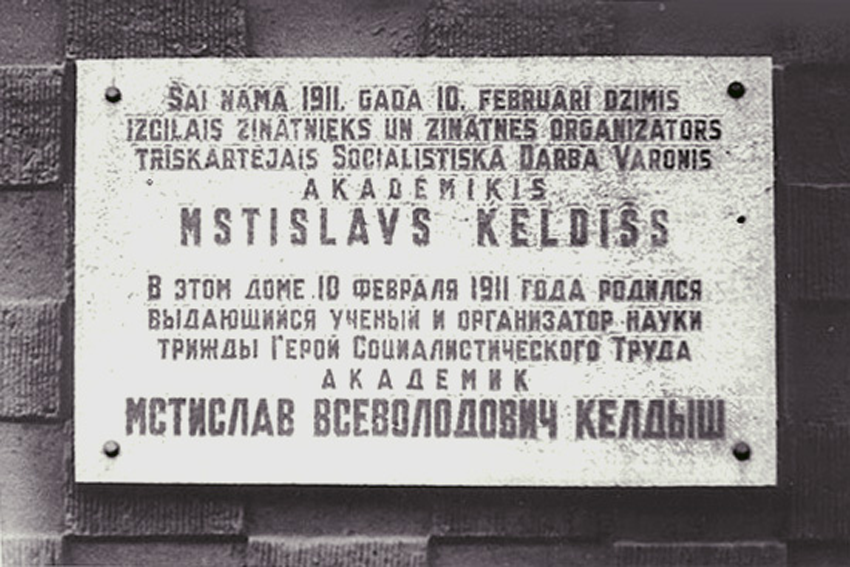
Мемориальная доска на доме, в котором родился Мстислав Всеволодович Келдыш. Рига.

Родился в семье видного русского, затем — советского инженера-строителя, генерала-майора инженерно-технической службы Всеволода Михайловича Келдыша. Своё дворянское происхождение М. В. Келдыш никогда не скрывал (на вопрос анкеты о социальном происхождении отвечал: «из дворян»). Мстислав был пятым ребёнком (и четвёртым сыном) в семье, позже родились ещё две девочки. В 1915 году семья Келдыш переехала из прифронтовой Риги в Москву. В 1919—1923 годах Келдыш жил в Иваново-Вознесенске, где его отец преподавал в политехническом институте, организованном по инициативе М. В. Фрунзе. В Иваново-Вознесенске начал обучение в средней школе № 30, получив необходимую начальную подготовку в домашних условиях у Марии Александровны. По возвращении в Москву (1923 год) стал учиться в школе со строительным уклоном (опытно-показательной № 7), летом ездил с отцом на стройки, работал разнорабочим. Склонность к математике у Келдыша проявилась ещё в 7—8-м классах, учителя уже тогда отличали его незаурядные способности к точным наукам.
В 1927 году Келдыш окончил школу и хотел получить нравившуюся ему отцовскую профессию инженера-строителя. По совету старшей сестры Людмилы, закончившей физико-математический факультет Московского государственного университета (ныне — МГУ имени М. В. Ломоносова), занимавшейся математикой под научным руководством Н. Н. Лузина, он поступает на тот же факультет МГУ. Во время учёбы в университете Келдыш завязывает научные контакты с М. А. Лаврентьевым, переросшие потом в многолетнее научное сотрудничество и крепкую дружбу. Н. Н. Лузин весьма критически относился к увлечению Келдыша инженерными задачами вместо фундаментальной науки в годы его учёбы в МГУ и считал, что как математик тот идёт на дно.
Окончив МГУ (1931), по рекомендации А. И. Некрасова Келдыш был направлен в Центральный аэрогидродинамический институт (ЦАГИ). Научную жизнь ЦАГИ в это время возглавлял выдающийся отечественный механик С. А. Чаплыгин, под его руководством регулярно проводился научный семинар Общетеоретической группы (ОТГ ЦАГИ), активным участником которого стал Келдыш. Участниками семинара были также М. А. Лаврентьев, Н. Е. Кочин, Л. С. Лейбензон, А. И. Некрасов, Г. И. Петров, Л. И. Седов, Л. Н. Сретенский, Ф. И. Франкль, С. А. Христианович; многие из них впоследствии стали выдающимися учёными механиками. Келдыш проработал в ЦАГИ до декабря 1946 года инженером, затем — старшим инженером, начальником группы, а с 1941 года — начальником отдела динамической прочности.
Продолжая работать в ЦАГИ, Келдыш поступает осенью 1934 года в аспирантуру (дополненную затем двухлетней докторантурой) в Математическом институте имени В. А. Стеклова АН СССР (МИАН) к Лаврентьеву, где занимается вопросами теории приближений функций, тесно связанными с прикладной тематикой его работы (гидро-, аэродинамика). В 1935 году ему без защиты присуждена учёная степень кандидата физико-математических наук, в 1937 году — степень кандидата технических наук и звание профессора по специальности «аэродинамика». 26 января 1938 года защитил докторскую диссертацию на тему: «О представлении рядами полиномов функций комплексного переменного и гармонических функций».
Келдышем была разработана математическая теория «флаттера», которая позволила точно определить критическую скорость флаттера (скорость его возникновения), а затем и предложить меры, исключающие это явление. Советская авиация получила надежную защиту от автоколебаний, и во время Великой Отечественной войны практически не было случаев разрушения самолётов из-за флаттера. За научные работы по предупреждению разрушений самолётов М. В. Келдыш (совместно с Е. П. Гроссманом) в 1942 году был удостоен Сталинской премии. Келдыш сумел решить проблему, создаваемую «эффектом шимми», возникшую в связи с изменением конструкции шасси при увеличении размеров и скоростей самолётов. Возникновение «эффекта шимми» часто заканчивалось аварией самолётов. Келдыш нашёл уравнение, которое позволило конструкторам полностью устранить колебания колеса. За работы, результаты которых были опубликованы в 1945 году в монографии «Шимми переднего колеса трехколесного шасси», Келдышу в 1946 году была присуждена вторая Сталинская премия.

### Послевоенная работа
В июне 1944 года Келдыш становится заведующим незадолго перед тем созданным отделом механики в Математическом институте АН СССР и остается в этой должности до 1953 года. При отделе работал научный семинар, объединивший специалистов по аэромеханике. Одновременно он возобновляет свою преподавательскую деятельность в МГУ, начавшуюся в 1932 году. Здесь он читает лекции на механико-математическом и физико-техническом факультетах, заведует кафедрой термодинамики, руководит научно-исследовательским семинаром по теории функций комплексного переменного. С 1942 по 1953 год — профессор МГУ.
Келдыш участвовал в работах по созданию советской термоядерной бомбы. Для этого в 1946 году он организовал специальное расчётное бюро при МИАН. За участие в создании термоядерного оружия Келдышу в 1956 году было присвоено звание Героя Социалистического Труда.
В 1946 году Келдыш был назначен начальником НИИ-1 Министерства авиационной промышленности, с 1950 года стал научным руководителем этого учреждения и занимал этот пост до 1961 года.
С 1953 по 1978 год был директором Института прикладной математики АН СССР (ИПМ РАН).
Келдыш занимался механикой и аэрогазодинамикой летательных аппаратов. Большое значение имеют работы Келдыша, выполненные под руководством Ю. Б. Румера и связанные с решением проблемы флаттера, который в конце 1930-х годов стал препятствием в развитии скоростной авиации. Работы Келдыша в области аэродинамики больших скоростей имели важное значение для развития реактивной авиации. Келдыш также нашёл простые конструктивные решения для устранения эффекта шимми — самовозбуждающихся колебаний носового колеса шасси самолёта.
Не сразу вошёл в Совет главных конструкторов, возглавляемый С. П. Королёвым, хотя был одним из основоположников развёртывания работ по исследованию космоса и созданию ракетно-космических систем.
Стал членом команды, возглавив с середины 1950-х годов разработку теоретических предпосылок вывода искусственных тел на околоземные орбиты, а в дальнейшем — полётов к Луне и планетам Солнечной системы.
Руководил научно-техническим советом по координации деятельности по созданию первого искусственного спутника Земли, внёс большой вклад в осуществление программ пилотируемых полётов, в постановку научных проблем и проведение исследований околоземного космического пространства, межпланетной среды, Луны и планет, в решение многих проблем механики космического полёта и теории управления, навигации и теплообмена.
Важное место в деятельности Келдыша занимало научное руководство работами, осуществляемыми в сотрудничестве с другими странами по программе «Интеркосмос». Его деятельность в области космонавтики долгое время была засекречена и в газетах Келдыша называли «Теоретик космонавтики», при том, что он был известен как Президент Академии наук СССР.
За подготовку первого полёта человека в космос (Ю. А. Гагарин, 12 апреля 1961 года) был вторично удостоен звания Героя Социалистического Труда (указ не публиковался).

Келдыш видел в Сергее Королёве человека, который избавит его от труднейших организационных технологических забот. Своей задачей он считал проблемные исследования и организацию научных коллективов, выступающих в роли генераторов идей.
Это были идеи высшего качества. Любое предложение, исходившее в виде отчёта или другого документа за подписью Келдыша, было итогом строгого анализа, тщательных расчётов и самых придирчивых обсуждений на семинарах и НТСах…
…Неоднократно приходилось наблюдать, как на затянувшихся совещаниях Келдыш закрывал глаза и уходил в себя. Все считали, что Келдыш заснул. Но немногие знали его удивительную способность в таком полусне пропускать в сознание нужную информацию. К всеобщему удивлению, он неожиданно подавал реплику или задавал вопрос, которые попадали «в самую точку». Оказывалось, что Келдыш ухватил всю интересную информацию и своим вмешательством помог принятию наилучшего решения.

М. В. Келдыш входил в первоначальный состав Национального комитета СССР по теоретической и прикладной механике (1956).
С именем Келдыша обычно связывают развитие в СССР современной вычислительной математики, он руководил работами по созданию советских ЭВМ для расчётов по атомной и ракетно-космической тематике (начиная с ЭВМ «Стрела»). Он не только руководил научным коллективом, но и лично участвовал в создании новых вычислительных методов и алгоритмов. Н. Н. Боголюбов и С. Н. Мергелян отмечали, что «М. В. Келдыш лично не занимался научно-техническими проблемами конструирования новых электронно-вычислительных машин, однако роль его в становлении и развитии отечественной вычислительной техники весьма велика. … М. В. Келдыш был как бы „главным государственным заказчиком“ на разрабатываемые в нашей стране новые средства вычислительной техники». В. И. Арнольд вспоминает, что М. В. Келдыш считал нецелесообразным создание советских суперкомпьютеров, так как такие замечательные математики, как Канторович, смогли и без компьютеров вычислить всё, что было нужно для советского атомного проекта. Также Арнольд приводит слова Л. В. Келдыш, которая называла брата «генералом от науки».
Келдыш был председателем Комитета по Ленинским и Государственным премиям в области науки и техники при Совете Министров СССР (1961—1978). Он был избран членом многих иностранных академий (в том числе Международной академии астронавтики), состоял в Совете Международной общественной премии Гуггенхеймов по астронавтике, был депутатом Верховного Совета СССР 6—9-го созывов, делегатом XXII—XXV съездов КПСС, на которых избирался членом ЦК КПСС.
В 1955 году Келдыш подписал «Письмо трёхсот».
Во время пропагандистской кампании против А. Д. Сахарова в 1973 году Келдыш подписал антисахаровское письмо учёных в газету «Правда» с осуждением «поведения академика А. Д. Сахарова». В письме Сахаров обвинялся в том, что он «выступил с рядом заявлений, порочащих государственный строй, внешнюю и внутреннюю политику Советского Союза», а его правозащитную деятельность академики оценивали как «порочащую честь и достоинство советского ученого». При этом Келдыш не допустил исключения Сахарова из Академии. Как свидетельствует В. И. Дуженков (помощник Келдыша в АН СССР) на встрече с научной общественностью во время поездки по Дальнему Востоку в 1970 году Келдыш сказал, что Сахаров прекрасный учёный, но в ряде вопросов общественного развития заблуждается, с ним надо настойчиво вести разъяснительную работу. Келдыш лично встречался с Андроповым, ходатайствуя о Сахарове.
Годы, когда пост Президента АН СССР занимал Келдыш, были периодом значительных достижений советской науки; в этот период были созданы условия для развития новых разделов науки — молекулярной биологии, квантовой электроники и др.

### Участие в решении о переходе к копированию серии IBM-360
Как следует из обнародованных в 2005 году воспоминаний представителей академической науки, М. В. Келдыш несёт значительную долю ответственности за неоднозначное решение о переводе советской промышленности, науки и образования к копированию ЭВМ серии IBM-360, которое определило дальнейшее развитие советской компьютерной отрасли.
В статье директора ВЦ РАН, академика Ю. Г. Евтушенко, заместителя директора ВЦ РАН Г. М. Михайлова и др. «50 лет истории вычислительной техники: от „Стрелы“ до кластерных решений» (в сборнике к 50-летию ВЦ РАН) отмечено:

В этот период ГДР принимает решение ориентировать свою промышленность по производству средств вычислительной техники на серию IBM-360. Так появляется проект по разработке ЭВМ R-40 (ЕС-1040) на заводе ROBOTRON (Дрезден), который реализуется специалистами ГДР без интеграции с фирмой IBM. Этот фактор в дальнейшем сыграл огромную роль в определении стратегии развития вычислительной техники во всём социалистическом лагере.
… В конце 1966 года на заседании ГКНТ и Академии наук СССР при поддержке министра МРП СССР В. Д. Калмыкова, Президента АН СССР М. В. Келдыша принимается историческое решение о копировании серии IBM-360. Против этого решения решительно выступили А. А. Дородницын, С. А. Лебедев и М. К. Сулим. Однако они остались в меньшинстве. Итак, решение о разработке семейства ЕС ЭВМ состоялось. Под эту грандиозную программу были переориентированы многие НИИ и заводы, многим специалистам пришлось переучиваться и переквалифицироваться, в студенческие программы ВУЗов стали в основном включать вопросы структуры, архитектуры и ПО ЕС ЭВМ. Была создана новая технологическая база для производства интегральных схем (ИС), полупроводниковой электроники и других средств ВТ. Как и предсказывалось, другие направления развития отечественной вычислительной техники постепенно стали сокращаться из-за недостатка средств, заказчиков, молодых кадров и других объективных и субъективных причин.

## Смерть
В последние месяцы жизни Келдыш тяжело болел. В 1972 году, из-за сильнейших атеросклеротических изменений в нижнем отделе аорты и сосудах нижних конечностей Келдыш потерял способность ходить. Для того чтобы его прооперировать, в Москву был приглашен хирург Майкл Дебейки, который позже, в 1996 году, был приглашён в Москву консультантом на операцию первому президенту России Борису Николаевичу Ельцину.
24 июня 1978 года тело М. В. Келдыша было обнаружено в автомобиле «Волга» в гараже на его даче, в посёлке академиков в Абрамцево. Официальное сообщение гласило, что смерть наступила в результате сердечного приступа. В то же время распространена версия о том, что он покончил жизнь самоубийством, отравившись выхлопными газами автомобильного двигателя, пребывая в глубокой депрессии.
Ярослав Голованов писал по поводу смерти Келдыша:

Последние годы много и тяжело болел, сам попросил, чтобы президента Академии переизбрали… Он умер на 69-м году жизни. Потом уже возник нелепый миф о самоубийстве Келдыша. А дело было так. Мстислав Всеволодович собирался с дачи поехать в Москву. Открыл гараж, сел в свою «Волгу», завёл машину и… умер. За рулём включённого автомобиля его обнаружил сосед по даче академик Владимир Алексеевич Кириллин. Врачи быстро установили, что причиной смерти стали не выхлопные газы (да и ворота гаража были распахнуты!), а больное сердце. Это случилось 24 июня 1978 года.

Эту же версию подтверждают и воспоминания полковника КГБ Е. Б. Козельцевой, говорившей по телефону с М. В. Келдышем незадолго перед его смертью.
Урна с прахом Келдыша установлена в Кремлёвской стене на Красной площади в Москве.
В книге Евгения Чазова содержится иная версия смерти Келдыша и ссылка на первого, кто нашёл его тело, академика В. А. Кирилина, который сказал, что ворота гаража были прикрыты.

## Семья
Отец — Всеволод Михайлович Келдыш (1878—1965), видный русский, затем — советский инженер-строитель, генерал-майор инженерно-технической службы.
Дед по линии отца — М.Ф. Келдыш, окончивший духовную семинарию, но затем избравший медицинскую стезю и дослужившийся до генеральского чина.
Мать — Мария Александровна Келдыш (урождённая Скворцова) (1879—1957) — была домохозяйкой.
Дед по линии матери — Александр Николаевич Скворцов (1835—1905), полный генерал от артиллерии.
Жена (с 1938 по 1978) — Станислава Валериановна Келдыш (1910—1989). Похоронена в Москве на Введенском кладбище рядом с сыном (уч. 11).
- Падчерица — Бэлла (р. 1929)

- Дочь — Светлана Мстиславовна Келдыш (1938—2021), работала в Музее им. Келдыша.

- Сын — Пётр Мстиславович Келдыш (1941—1979), математик, преждевременно умер от болезни[27][28]. Похоронен в Москве на Введенском кладбище (уч. 11).

Племянник Келдыша Сергей Петрович Новиков (1938—2024) также стал известным советским и российским математиком.

## Факты
- Когда С. А. Чаплыгин (по другим сведениям, И. Ф. Петров) потребовал от своих сотрудников в ЦАГИ обучиться (под руководством инструктора) умению летать на самолётах[29], успехи Келдыша были столь впечатляющими, что ему предлагали стать профессиональным лётчиком (по воспоминаниям М. Л. Галлая).
- В 1960 году при подготовке запуска первой автоматической станции к Марсу в составе научного оборудования на станции предполагалось разместить аппарат (спектрорефлексометр), который должен был определить, есть ли на Марсе вода, а тем самым — возможна ли на Марсе жизнь. Келдыш предложил испытать прибор в земных условиях. Прибор показал, что на Земле нет жизни, после чего был снят, и это дало экономию в 12 килограммов (по воспоминаниям Б. Е. Чертока[30]).

### Жизненные принципы
Говорят, что Келдыш, благословляя академика И. Г. Петровского на ректорство в МГУ, рекомендовал ему соблюдать три правила, которые, вероятно, были его жизненными принципами:
- не бороться со злом, а браться делать добрые, хорошие дела;
- не слушать жалобы в отсутствие того, на кого подаётся жалоба;
- никому ничего не обещать, но уж если пообещал, то сделать, даже если обстоятельства ухудшились.

Когда Петровский спросил, почему не следует бороться со злом, он ответил: потому что в этой борьбе зло использует все средства, а Вы — только благородные, а потому и проиграете, и пострадаете. Не слушать жалобы очень полезно — сразу уменьшается число жалобщиков, а когда приходят обе стороны, то разбор дела ускоряется из-за отсутствия необоснованных претензий. Наконец, лучше не обещать и сделать то, что просят, чем обещать, но не сделать, если помешают обстоятельства.

## Награды

### Награды СССР
- Трижды Герой Социалистического Труда (1956, 1961, 1971)
- Орден Ленина (19 сентября 1945) — в связи с 25-летием существования ЦАГИ и за выдающиеся заслуги в области научно-исследовательских работ по авиации
- Орден Ленина (1954)
- Орден Ленина (1954)
- Орден Ленина (1956)
- Орден Ленина (1961)
- Орден Ленина (1967)
- Орден Ленина (1975)
- три ордена Трудового Красного Знамени (11 июля 1943, 10 июня 1945, 1953)
- Золотая медаль им. К. Э. Циолковского АН СССР (1972)
- Большая золотая медаль им. М. В. Ломоносова АН СССР (1975)
- Сталинская премия II степени (10 апреля 1942) — за научные работы по предупреждению разрушений самолетов; «Расчет самолета на флаттер», опубликованную в конце 1940 года; «Колебания крыла с упруго прикрепленным мотором» и «Изгибно-элеронный флаттер», опубликованные в 1941 году
- Сталинская премия (1946)
- Ленинская премия (1957)
- медали: «За доблестный труд в Великой Отечественной войне 1941—1945 гг.» (1945), «В память 800-летия Москвы» (1945), «Двадцать лет Победы в Великой Отечественной войне 1941—1945 гг.» (1965), «За доблестный труд в ознаменование 100-летия со дня рождения Владимира Ильича Ленина» (1970), «Тридцать лет Победы в Великой Отечественной войне 1941—1945 гг.» (1975)

### Иностранные награды и звания
- 1961 год:

- иностранный член Монгольской академии наук

- 1962 год:

- действительный член Польской академии наук
- действительный член Чехословацкой академии наук

- 1963 год:

- золотая медаль «За заслуги перед наукой и человечеством» Чехословацкой академии наук

- 1964 год:

- почётный доктор Вроцлавского университета им. Б. Берута (Польша)
- член Американского математического общества
- член Международной академии астронавтики

- 1965 год:

- член Германской академии естествоиспытателей «Леопольдина» (ГДР)
- лауреат премии имени Гуггенгейма Международной академии астронавтики
- почётный член Академии Социалистической Республики Румынии

- 1966 год:

- почётный член Болгарской академии наук
- иностранный член Саксонской академии наук в Лейпциге (ГДР)
- иностранный член Академии наук ГДР
- почётный член Американской академии искусств и наук в Бостоне (США)
- серебряная медаль имени А. Бельо Чилийского университета

- 1967 год:

- почётный доктор Делийского университета (Индия)
- почётный доктор Индийского статистического института в Калькутте
- действительный член международной академии астронавтики
- почётный доктор Будапештского государственного университета имени Л. Этвеша (Венгрия)

- 1968 год

- почётный доктор Лагосского университета (Нигерия)
- член Эдинбургского королевского общества

- 1969 год:

- орден Кирилла и Мефодия I степени (Болгария)
- орден Бернардо О`Хиггинса II степени (Чили)
- почётный член Венгерской академии наук
- иностранный член Общества теоретической и прикладной механики (Польша)

- 1970 год:

- золотая медаль «За заслуги перед наукой и человечеством» Чехословацкой академии наук
- золотая медаль «За заслуги перед наукой и человечеством» Словацкой академии наук
- орден Трудового Красного знамени (ВНР)

- 1971 год:

- Орден Почётного легиона (Франция)
- Орден Георгия Димитрова (НРБ)

- 1972 год:

- золотая медаль Академии наук Кубы
- медаль «50 лет Монгольской народной революции»

- 1974 год:

- почётный доктор Карлова (Пражского) университета (Чехословакия)
- академик Финляндии
- орден Сухэ-Батора (МНР)

## Память

### Памятники и музеи
- Памятник на Аллее Космонавтов в Москве (открыт 25 декабря 1981 года)
- Памятник на Миусской площади в Москве. Скульптор В. Клыков
- Бюст М. В. Келдыша в Риге снесён в ночь на 3 ноября 2023 года[33]
- Мемориальный кабинет М. В. Келдыша в Институте прикладной математики[34]
- Мемориальная доска на здании Института прикладной математики[35]
- Мемориальная доска на главном здании Исследовательского центра имени М. В. Келдыша[36]
- Мемориальная доска на здании МГУ (Ленинские Горы, д.1)[37]
- Мемориальная доска на доме в Москве (ул. Косыгина, 8 — бывшее Воробьёвское шоссе), где с 1975 по 1978 год жил М. В. Келдыш[38]
- Мемориальная доска на доме в Риге (улица Кришьяня Валдемара, 67), в котором родился М. В. Келдыш[39]

### Улицы и площади
- Площадь Академика Келдыша (Москва)
- Бывшая Улица Академика Мстислава Келдыша в Риге (переименована 14 декабря 2022 года)
- Улица Келдыша в городе Жуковский (Московская область)
- Улица Келдыша в городе Шахты (Ростовская область)
- Улица Келдыша в городе Ипатово (Ставропольский край)

### Организации
- Институт прикладной математики им. М. В. Келдыша РАН
- Исследовательский центр имени М. В. Келдыша

### Объекты
- Научно-исследовательское судно «Академик Мстислав Келдыш»
- Лайнер Airbus A321 (VQ-BHK) авиакомпании «Аэрофлот» «М. Келдыш».
- Кратер на Луне
- Астероид «Келдыш»[40]
- Минералы келдышит и паракелдышит[41][42]

### Награды
- Золотая медаль имени М. В. Келдыша за выдающиеся научные работы в области прикладной математики и механики, а также теоретические исследования по освоению космического пространства АН СССР; учреждена в 1978 году
- Медаль имени М. В. Келдыша — за заслуги перед отечественной космонавтикой, Федерация космонавтики России
- Медаль имени М. В. Келдыша в области прикладной математики и механики, Отделение математики РАН
- Стипендия им. М. В. Келдыша, МГУ

### Разное

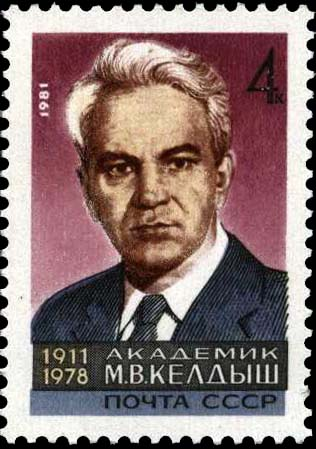
Почтовая марка СССР, 1981 год

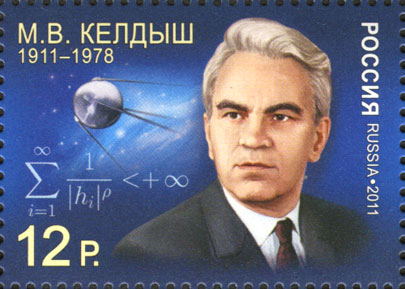
Почтовая марка России, 2011 год

- Почтовые марки, посвящённые Келдышу (1981, 2011)
- Документальный фильм «Мстислав Келдыш», 1980 год